# Hexenagger
Hexenagger je vesnice v zemském okrese Eichstätt v Horním Bavorsku, administrativně náležející k městysu Altmannstein. V roce 2020 měla vesnice 447 obyvatel. 

## Historie
Hexenagger byl poprvé zmíněn roku 982. Od této doby je doloženo, že zde byli usídleni páni z Hexenaggeru, a to až do roku 1480. 
V místě byl zprvu vystavěn hrad Hexenagger. Po pánech z Hexenaggeru byli jeho vlastníky hrabata z Helfensteinu, kteří jej prodali vévodovi Vilémovi Bavorskému. Vévoda propůjčil hrad a panství v léno Erhardtovi z Muggenthalu, jehož rod byl vlastníkem i přes třicetiletou válku, kdy byl hrad vypálen a pobořen. Páni z Muggenthalu jej následně přestavěli na zámek. Po vymření tohoto rodu se stal roku 1724 vlastníkem zámku kurfiřt Karel VII. Bavorský. Od vévody dostala zámek darem v roce 1731 jeho milenka hraběnka Maria Josepha Morawitzky. Dalšími vlastníky byli (po hraběti Morawitzkém) Anton z Kaysersteinu a šlechtici z Weidenbachu. Otto z Weidenbachu odkázal zámek své neteři Ilse z Kalckenreuthu, jejíž syn Eberhard Leichtfuß je jeho současným majitelem. 

## Muzeum
- Kovárna zbraní, podkov a kladiv s bucharem z roku 1633 a výhní z roku 1639.

## Přírodní památka
Asi 500 metrů západně od Hexenaggeru (blízko Ottersdorfu) se nachází velký dub.